# Oomyces carneoalbus
Oomyces carneoalbus är en svampart som först beskrevs av Marie Anne Libert, och fick sitt nu gällande namn av Berk. & Broome 1851. Oomyces carneoalbus ingår i släktet Oomyces och familjen Acrospermaceae.  Arten är reproducerande i Sverige. Inga underarter finns listade i Catalogue of Life.